# Нунг
Нунг (вьет. Nùng) — язык нунгов, на котором говорит около 856 000 человек на севере Вьетнама и в Лаосе. Принадлежит тай-кадайской семье.

## Генеалогическая и ареальная информация
Язык нунг принадлежит к центральной подгруппе тайской группы тай-кадайской семьи. Его ближайшими родственниками являются язык тай (тхо) и южные диалекты чжуанского языка (например, нунский чжуанский), распространенного на юге Китая. Народ нунги, говорящие на языке нунг, проживают во Вьетнаме, преимущественно в провинциях центрального нагорья Каобанг и Лангшон, и немного в Лаосе. Носители этого языка также встречаются в Хошимине, в провинциях Вьетнама Донгнай, Ламдонг и Даклак, в Австралии, Канаде и США.
Нунг состоит из большого количества близких диалектов, в которых некоторые исследователи включают тхо и собственно нунг. Собственно нунг делится по крайней мере на три очень похожих диалекта: нонг (Лангшон), пхен (Бакзянг) и сай (Каобанг).

## Социолингвистическая информация

### Носители
На языке нунг говорит около 850 000 человек одноименной народности. Нунги выращивают рис, зерновые культуры и фруктовые деревья. Их язык не является государственным ни во Вьетнаме, ни в Лаосе, но по Вьетнамской конституции национальные меньшинства имеют право пользоваться родным языком в суде, а нунги включены в список народов Вьетнама.
Последние два тысячелетия нунги жили на границе с Китаем, в иногда и на его территории, поэтому в их языке есть древние китайские заимствования. Жрецы нунгов до сих пор используют иероглифы в священнослужении, но в основном нунги, проживающие во Вьетнаме и Лаосе, китайским не владеют.

## Письменность
В 1960-х годах для языка нунг начала использоваться латиница, с обозначением тонов диакритиками. Система записи несколько изменилась с тех пор, чтобы лучше соответствовать фонетическим особенностям языка, но по-прежнему используется латинский алфавит. Ниже приведены соответствия букв фонемам:
| /p/ - p                          | /i:/ - i |
| /ph/ — ph                        | /i/ - ih |
| /b/ — b                          | /e:/ - ê |
| /f/ — f                          | /æ:/ - e |
| /v/ — v                          | /ɛ/ - eh |
| /w/ — o после долгих гласных,    | /ɨ:/ - ư |
| - u после кратких гласных        |          |
| /m/ — m                          | /ɨ/ - ưh |
| /t/ — t                          | /ɘ:/ - ơ |
| /th/ — th                        | /ä:/ - a |
| /d/ — đ                          | /ɐ/ - ah |
| /s/ — s                          | /u:/ - u |
| /ɬ/ — sl                         | /u/ - uh |
| /l/ — l                          | /o:/ - ô |
| /n/ — n                          | /ɒ:/ - o |
| /tʃ/ — ch                        | /ɔ/ - oh |
| /ɣ/ — d                          |          |
| /j/ — y после кратких гласных    |          |
| - i после долгих гласных         |          |
| /ɲ/ — nh                         |          |
| /ɰ/ — h (только после a)         |          |
| /k/ — k перед передними гласными |          |
| - с в остальных случаях          |          |
| /kh/ — kh                        |          |
| /ŋ/ — ng                         |          |
| /ʔ/ — не обозначается не письме  |          |
| /h/ - h                          |          |

## Лингвистические черты
Нунг — аналитический, изолирующий язык. Чаще всего, один слог соответствует одной морфеме.
В именных группах, в том числе посессивных, маркирование нулевое. Зависимое слово стоит после главного: 

| lợt кровь | má собака |

«кровь собаки»

### Фонетика и фонология
В нунг слова односложные, структура слога CVT±C, то есть сначала идет согласный, затем гласный с тоном, а конечный согласный не обязателен. Ни гласных, ни согласных кластеров, таким образом, быть не может.

#### Согласные
В нунг 24 согласных фонемы, из которых все, кроме трех аппроксимантов, могут начинать слог. Закрывать слог могут только p, t, и k (без придыхания), m, n, ŋ, и аппроксиманты, хотя /j/ встречается в этой позиции только в одном случае: после краткого /а/.
|               | Лабиальные | Альвеолярные | Палатальные | Велярные | Глоттальные |
| ------------- | ---------- | ------------ | ----------- | -------- | ----------- |
| Взрывные      | p, ph, b   | t, th, d     |             | k, kh    | ʔ           |
| Фрикативные   | f, v       | s, ɬ         |             | ɣ        | h           |
| Латеральные   |            | l            |             |          |             |
| Аффрикаты     |            |              | tʃ          |          |             |
| Аппроксиманты | w          |              | j           | ɰ        |             |
| Назальные     | m          | n            | ɲ           | ŋ        |             |

#### Гласные
В нунг 15 гласных фонем, противопоставленных по долготе: 6 кратких и 9 долгих. В закрытом слоге может стоять любая гласная, а в открытом — только долгая.
|               | Передний | Средний | Задний |
| ------------- | -------- | ------- | ------ |
| Верхний       | i, i:    | ɨ. ɨ:   | u, u:  |
| Средний       | e:       | ɘ:      | o:     |
| Средне-нижний | ɛ        |         | ɔ      |
| Нижний        | æ:       | ä:, ɐ   | ɒ:     |

#### Тоны
Нунг различает 6 разных тонов:
- Восходящий (á) — повышение тона, начиная со среднего уровня;
- Восходяще-нисходящий (ã) — начинается как восходящий, но в конце либо немного падает, либо заканчивается гортанной смычкой;
- Средний (не маркируется) — не меняющий высоты тон в среднем регистре;
- Низкий восходящий (ả) — начинается в нижнем регистре и плавно повышается до среднего;
- Нисходящий (à) — начинается чуть ниже среднего регистра и плавно понижается;
- Низкий (ạ) — начинается в нижнем регистре или чуть выше, затем либо слегка понижается, либо остается на месте; часто заканчивается гортанной смычкой;

### Морфология
В нунг нет именных категорий, кроме числа и класса. 
Единственное число не маркируется, множественное число обозначается морфемой mạhn: 
- lẽo páy hảhn cáh cá đáhm потом идти видеть CLF ворон чёрный «Потом он пошел и увидел чёрного ворона»;
- áu mạhn này páy slữ đô kíhn ma взять PL это пойти купить вещь есть прийти «Возьми эти (вещи) и иди купи что-нибудь поесть».

В нунг три именных класса:
- óhng — люди
- tú — одушевленное — дети, животные, духи, родственники
- áhn — неодушевленное — неодушевленные объекты, части тела

Классификатор обычно ставится только перед исчисляемыми именами, однако есть ещё универсальный классификатор cáh, который может употребляться как с объектами, принадлежащими первым трем классам, так и с неисчисляемыми. В отдельных случаях классификаторы могут опускаться.

### Порядок слов
Порядок слов в нунг — SVO (подлежащее — сказуемое — дополнение). Пример: mưhn đoi sen он жаждать деньги «Он жаждет денег».